# Detector de particule

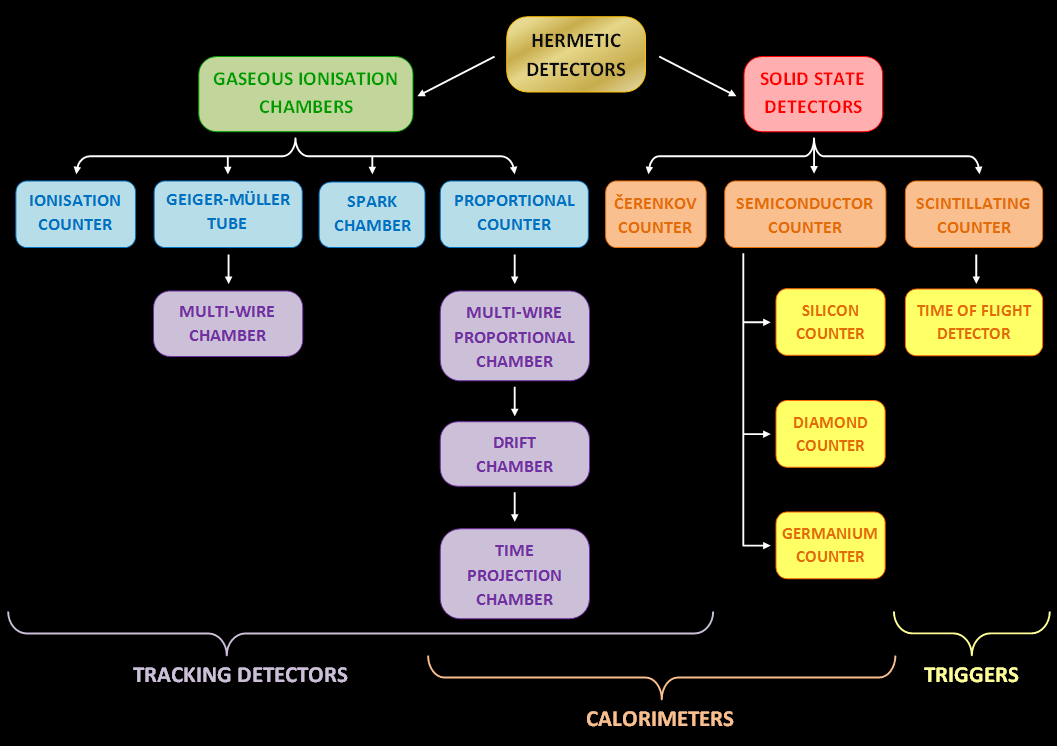
Categorii și tipuri de detectoare de particule

Un detector de particule este un aparat care permite detectarea, identificarea și urmărirea particulelor produse în procese elementare, cum sunt razele cosmice, reacțiile nucleare sau procesele din acceleratorii de particule.